# 46 Leonis Minoris
46 Leonis Minoris (Praecipua) är den ljusstarkaste stjärnan i stjärnbilden Lilla lejonet. 46 Leonis Minoris har en magnitud av +3,83, är en misstänkt variabel och ligger på ungefär 95 ljusårs avstånd.
46 Leonis Minoris har ibland kallats  "o LMi" (inte att förväxla med Omikron LMi") efter designationen i Bodes stjärnkatalog (1801). Den skulle förmodligen ha fått beteckningen α LMi, som Bayer-beteckning, eftersom den är ljusstarkast i Lilla lejonet, men verkar ha missats i sammanställningen. Därför saknas Alfa Leonis Minoris och först i bokstavsordningen kommer den ljussvagare Beta Leonis Minoris, med magnitud 4,21.
Namnet Praecipua kan härledas till latinets "Ledaren (bland stjärnorna i Lilla lejonet)". Namnet ska ursprungligen ha getts till 37 Leonis Minoris.